# Nicolás Rossi
Nicolás David Rossi Marachlián (Montevideo, 3 de marzo de 2002) es un futbolista uruguayo que juega de extremo en el Club Atlético Peñarol. Tuvo un paso a préstamo por Danubio Fútbol Club el cual duro un año, para volver a Club Atlético Peñarol.
Hermano del también futbolista Diego Rossi, que juega en el Colombus Crew.

## Trayectoria
Rossi hizo su debut profesional el 25 de noviembre de 2021 ante el Club Atlético Progreso por el Torneo Clausura 2021 en el Parque Capurro. El 18 de agosto de 2022 extiende su contrato con el club hasta el 31 de diciembre de 2025, con una cláusula de rescisión de U$$ 12.000.000.

## Clubes
| Club          | País          | Año           | Part. | Goles | Asist. | Prom. G+A |
| ------------- | ------------- | ------------- | ----- | ----- | ------ | --------- |
| C. A. Peñarol | Uruguay       | 2021 - 2023   | 49    | 3     | 6      | 0.18      |
| Danubio F. C. | Uruguay       | 2023 - act.   | 23    | 3     | 3      | 0.13      |
| Total carrera | Total carrera | Total carrera | 73    | 6     | 9      | 0.16      |

- Actualizado al último partido disputado el 3 de abril de 2024.

## Palmarés

### Títulos nacionales
| Título              | Club          | País    | Año  |
| ------------------- | ------------- | ------- | ---- |
| Torneo Clausura     | C. A. Peñarol | Uruguay | 2021 |
| Campeonato Uruguayo | C. A. Peñarol | Uruguay | 2021 |
| Supercopa Uruguaya  | C. A. Peñarol | Uruguay | 2022 |
| Torneo Apertura     | C. A. Peñarol | Uruguay | 2023 |
| Torneo Clausura     | C. A. Peñarol | Uruguay | 2024 |
| Campeonato Uruguayo | C. A. Peñarol | Uruguay | 2024 |

### Títulos internacionales
| Título                   | Club          | Sede    | Año  |
| ------------------------ | ------------- | ------- | ---- |
| Copa Libertadores Sub-20 | C. A. Peñarol | Ecuador | 2022 |